# Beppe Viola
Giuseppe Viola, detto Beppe (Milano, 26 ottobre 1939 – Milano, 18 ottobre 1982), è stato un giornalista, scrittore, telecronista sportivo e umorista italiano.
(Beppe Viola)

## Biografia
Nato e cresciuto a Milano in una famiglia di origine meridionale, fu amico fin dall'infanzia di Enzo Jannacci. Nella città meneghina ha svolto gran parte del suo lavoro di giornalista sportivo. Ha iniziato a scrivere di sport a metà degli anni cinquanta, collaborando all'agenzia Sportinformazione, passando poi in Rai nel 1961. Per la televisione ha lavorato come redattore, come inviato speciale e – dopo una parentesi come radiocronista – anche come telecronista sportivo (calcio, pugilato, ippica, motori). Per la Rai, tra le altre cose, ha firmato un lungo documentario sulla Mille Miglia e ha partecipato, talvolta come uno dei conduttori, a varie edizioni de La Domenica Sportiva e La Domenica Sportiva Estate.
Ha tenuto per anni su Linus la rubrica Vite Vere. Ha scritto molte canzoni in coppia con Enzo Jannacci, tra le quali Tira a campà e Rido. Nel campo del cinema, sempre affiancato da Jannacci ha lavorato come sceneggiatore e dialoghista (come ad esempio in Romanzo popolare di Mario Monicelli, con Ugo Tognazzi, Ornella Muti e Michele Placido, e in Cattivi pensieri di Ugo Tognazzi, con lo stesso Tognazzi ed Edwige Fenech: film nei quali appare in alcuni camei).
Per il cabaret contribuì alla creazione dei testi del gruppo storico dei comici che facevano riferimento al Derby Club di Milano: (Massimo Boldi, Teo Teocoli, Giorgio Porcaro, Cochi e Renato, Enzo Jannacci, Felice Andreasi, Gianni Magni, Paolo Villaggio e Lino Toffolo), con vari dei quali era legato da fraterna amicizia.
La sera di domenica 17 ottobre 1982 accusò un malore nell'ufficio del collega Carlo Sassi, nella sede Rai di Milano, mentre si stava montando un suo servizio sulla partita Inter-Napoli del campionato di Serie A per l'imminente puntata de La Domenica Sportiva: venne ricoverato in gravi condizioni per una emorragia cerebrale all'ospedale Fatebenefratelli di Milano, dove morì la mattina del 18 ottobre a quasi 43 anni.

I suoi organi vennero espiantati; le sue cornee vennero impiantate a una donna, cieca da 15 anni e con sei figli. Dopo la sepoltura a terra e l'esumazione a fine concessione, i suoi resti riposano nel cimitero di Lambrate, nella sua Milano.
(Gianni Brera, È morto Giuseppe "Pepinoeu" Viola. Aveva 43 anni!, la Repubblica, 19 ottobre 1982)

## Nella cultura di massa
È sua la celebre frase – poi diventata il titolo di una canzone e persino uno slogan pubblicitario – che fece dire a Beccalossi rivolgendosi a Bearzot perché lo convocasse per il campionato del mondo 1982, pronunciata in un servizio de La Domenica Sportiva su una partita dell'Inter: «Mi chiamo Evaristo, scusi se insisto».
L'amico Enzo Jannacci gli ha dedicato il testo della canzone L'amico, inserita come seconda traccia nell'album Discogreve. Nel 1983 alla memoria di Beppe Viola è stato intitolato un premio giornalistico annuale, inizialmente assegnato con la collaborazione e il patrocinio dell'AVIS e dell'AIDO, la cui cerimonia di premiazione si teneva a Coccaglio in provincia di Brescia; successivamente l'organizzazione è stata trasferita ad Arco, in provincia di Trento.
Nell'albo d'oro del "Premio Beppe Viola" compaiono giornalisti sportivi noti al grande pubblico, come Sandro Ciotti, Gianni Mura, Paolo Valenti, Tito Stagno, Bruno Pizzul, Mario Sconcerti, Gianni Minà, Fabrizio Maffei, Antonella Clerici, Stefano Bizzotto, Paola Ferrari, Ivan Zazzaroni, Giorgio Terruzzi, Simona Ercolani, Claudio Icardi, Maurizio Crosetti, Massimo Caputi, Ilaria D'Amico, Marco Mazzocchi, Emanuele Dotto e Pierluigi Pardo, ma anche non sportivi (soprattutto nei primi anni) che si erano distinti per la pubblicazione di servizi in favore delle donazioni del sangue e degli organi. Attualmente la cerimonia di premiazione giornalistica si tiene di consuetudine al termine di un'altra iniziativa di rilievo internazionale, già esistente e intitolata a lui dopo la sua morte: il "Torneo Città di Arco - Beppe Viola", per la categoria giovanile Allievi.
Nel 2013 la primogenita Marina pubblica per Feltrinelli un libro, Mio padre è stato anche Beppe Viola.
Nel giugno 2021 il comune di Milano gli ha dedicato uno spazio verde pubblico in via Sismondi, nel cuore del quartiere Lomellina in cui il giornalista viveva.

## Le canzoni
| Anno | Titolo                      | Autori del testo                            | Autori della musica        | Interpreti    |
| ---- | --------------------------- | ------------------------------------------- | -------------------------- | ------------- |
| 1975 | Tira a campa'               | Beppe Viola e Lina Wertmüller               | Enzo Jannacci              | Enzo Jannacci |
| 1976 | Rido                        | Beppe Viola, Enzo Jannacci e Girolamo Melis | Enzo Jannacci              | Enzo Jannacci |
| 1977 | Vita, vita'                 | Beppe Viola e Lina Wertmüller               | Enzo Jannacci              | Mina          |
| 1977 | Saxophone                   | Beppe Viola e Enzo Jannacci                 | Enzo Jannacci              | Enzo Jannacci |
| 1977 | Secondo te...che gusto c'è? | Beppe Viola e Enzo Jannacci                 | Pippo Caruso e Pippo Baudo | Enzo Jannacci |
| 1981 | ...e allora andiamo         | Beppe Viola                                 | Enzo Jannacci              | Enzo Jannacci |

## Programmi TV
- La Domenica Sportiva (Rete 1, 1981-1982)
- Azzurro (Rete 2, 1982)

## Opere
- Enzo Jannacci e Giuseppe Viola, L'incompiuter, Milano, Bompiani, 1974, SBN SBL0573830.
- Beppe Viola, Vite vere compresa la mia, prefazione di Enzo Jannacci, Milano, Milano Libri, 1981, SBN SBL0621208.
- Beppe Viola, Beppe Viola: inediti e dimenticati, a cura di Marco Pastonesi e Giorgio Terruzzi, Milano, Magazine, 1985, SBN CFI0091765.
- Beppe Viola, Quelli che...: racconti di un grande umorista da non dimenticare, Milano, Baldini & Castoldi, 1992, SBN VIA0023482.
- Beppe Viola, Sportivo sarà lei, con scritti di Marco Pastonesi, Giorgio Terruzzi e Marina Viola, Macerata, Quodlibet, 2017, ISBN 978-88-229-0093-7.